# Les Somnambules
Pour les articles homonymes, voir Les Somnambules (homonymie).
Les Somnambules (titre original : The Sleepwalkers) est un essai du journaliste britannique Arthur Koestler sur l'histoire de la science astronomique dans le monde occidental.

## Contenu
Récit légèrement « dramatisé » et mis en scène de la vie de quelques protagonistes fameux de l'histoire de l'astronomie (Aristote, Ératosthène, Ptolémée, Copernic, Kepler, Galilée et bien d'autres), cet essai s'attaque au préjugé selon lequel la science progresse à pas comptés vers des résultats définitifs. L'auteur suggère plutôt, comme l'indique le titre du livre, que les chercheurs « tombent » sur leurs découvertes de la même façon qu'un somnambule emprunte un chemin. Le hasard n'a rien à y faire : simplement, le chercheur ne comprend pas d'emblée ce qu'il vient de découvrir, ce dont les lois de Kepler donnent une très bonne illustration.
Un thème central de cet essai est le rapport dialectique entre la foi et la raison. Koestler démontre que ces deux fils conducteurs de la recherche coexistaient harmonieusement chez tous les astronomes occidentaux jusqu'au XVIIe siècle. Il conclut que, tandis que foi et raison sont aujourd'hui opposés, les plus grands penseurs du passé étaient profondément religieux.
Les Somnambules, outre la thèse stimulante de l'auteur, donnent une information déjà détaillée, quoique nécessairement datée aujourd'hui, sur l'histoire de l'astronomie. On y trouvera la biographie de plusieurs personnages méconnus de l'histoire officielle (Georg Joachim Rheticus, Johannes Dantiscus, Michael Maestlin, etc.), avec en outre des références bibliographiques précises.
L'historien de l'astronomie Owen Gingerich, s'il reconnaît que l'ouvrage de  Koestler n'est pas pour rien dans son intérêt pour l'histoire des sciences, le qualifie (en 2004) de « hautement contestable » et critique sa façon de considérer les personnages historiques comme des personnages de fiction. Les travaux de Gingerich, dont il raconte le déroulement dans un livre nommé The Book that Nobody Read (« Le Livre que personne n'a lu ») en référence à Koestler, montrent que ce dernier avait entièrement tort quand il disait du De Revolutionibus de Copernic que c'était un « livre que personne n'avait lu » et « l'une des plus grandes faillites éditoriales de tous les temps ».
Le mathématicien Alexandre Grothendieck cite cet ouvrage comme l'une de ses sources d'inspiration dans son memorandum Récoltes et Semailles.

## Éditions françaises
Régulièrement édité en anglais, ce livre a connu déjà au moins trois éditions en français :
- 1960 aux éditions Calmann-Lévy
- 1976 aux éditions Le livre de poche
- 2010 aux éditions Les Belles Lettres